# Sandforthschleuse
Bei der Sandforthschleuse handelt es sich um ein unter Denkmalschutz stehendes Baudenkmal in der Ortschaft Mützel der Stadt Genthin in Sachsen-Anhalt. Im örtlichen Denkmalverzeichnis ist die Schleuse unter der Erfassungsnummer 094 76534 verzeichnet.

## Geschichte und Gestaltung
Bei der Sandforthschleuse handelte es sich um eine eintorige Stau- beziehungsweise Fangschleuse.
Sie war eine 1745 errichtete Kahnschleuse im oberen Teil eines 7,5 Kilometer langen Torfschifffahrtskanals, auch Mühlengraben genannt, der von einer Torffaktorei bei Fienerode im  Fiener Bruch zum Plauer Kanal führte. Sie entstand früher als die Ortschaft Mützel, die nach offiziellen Quellen erst 1754 gegründet wurde. 
Im vormaligen, heute trockengelegten Feuchtgebiet Fiener Bruch wurde Torfabbau betrieben. Der Torf wurde über Gräben und kleine Kanäle mit Handkähnen zur Torfablage nach Genthin an den Plauer Kanal gebracht. Am Plauer Kanal wurde der Torf auf größere Schleppkähne verladen und zur Saline nach Schönebeck (Elbe) transportiert. Für die Torfschifffahrt wurden im Fiener Bruch über 70 Wasserbauwerke errichtet. Davon waren 13 Torf-Kahn-Schleusen, von denen einzig die Sandforthschleuse als technisches Denkmal erhalten blieb. 

## Lage
Die Sandforthschleuse liegt östlich der Ortschaft Mützel nahe dem Torfschifffahrtskanal, nördlich des Abzweiges vom Fiener Hauptvorfluter, des ehemaligen Königsgrabens.